# (3863) Гиляровский
(3863) Гиляровский (лат. Gilyarovskij) — типичный астероид главного пояса, открыт 26 сентября 1978 года советским астрономом Людмилой Журавлёвой в Крымской астрофизической обсерватории и 19 октября 1994 года назван в честь русского и советского писателя Владимира Гиляровского.

## Обнаружение и именование
(3863) Гиляровский
Открыт 26 сентября 1978 года в Научном Л. В. Журавлёвой.
Назван в честь русского писателя Владимира Алексеевича Гиляровского (1853—1935).
Оригинальный текст (англ.)3863 Gilyarovskij
Discovered at Nauchnyj on 1978-09-26 by L. V. Zhuravleva.
Named after the Russian writer Vladimir Alexeevich Gilyarovskij (1853—1935).
Источники: DISCOVERY.DB; M.P.C. 24121.

## Орбита

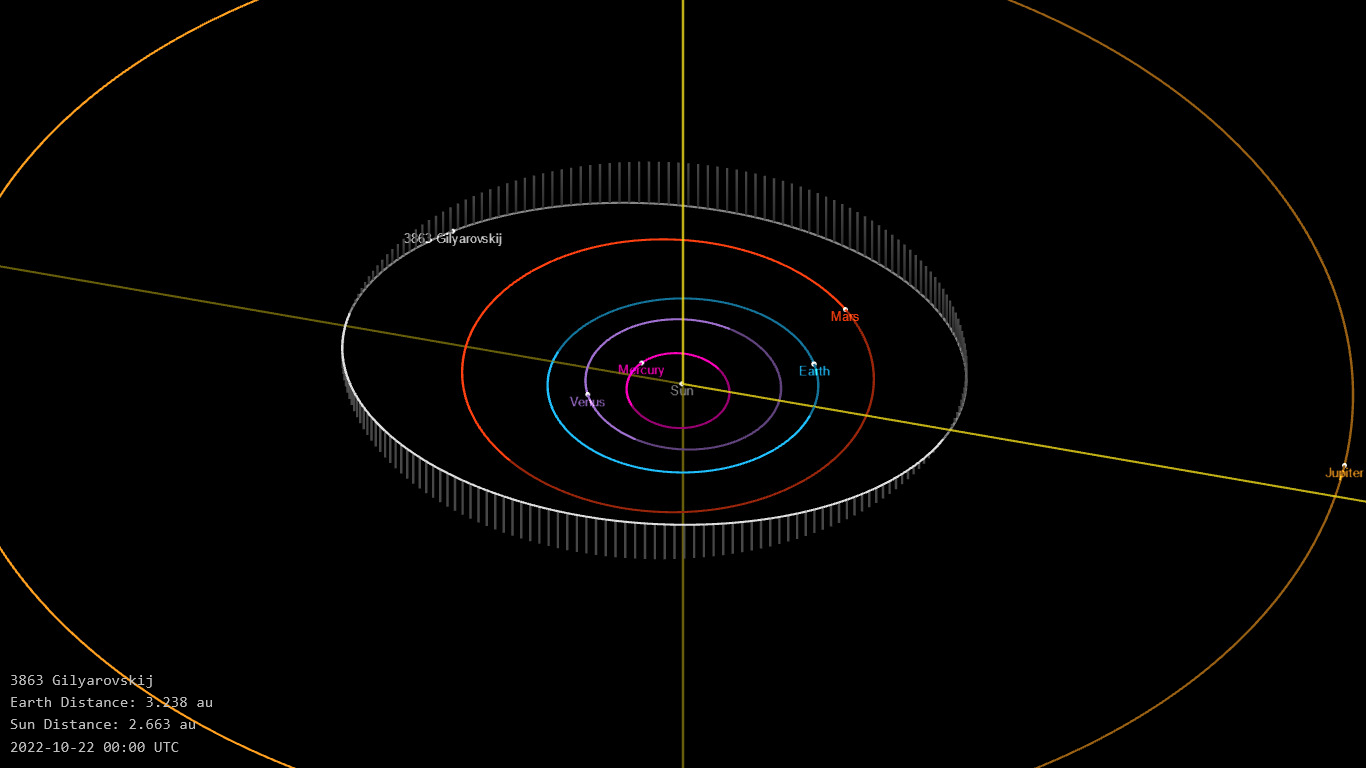
Орбита астероида Гиляровский и его положение в Солнечной системе

## Физические характеристики
Из наблюдений телескопа VISTA следует, что астероид относится к таксономическому классу S.
По результатам наблюдений в видимом и ближнем инфракрасном диапазоне космического телескопа NEOWISE и наблюдений в инфракрасном диапазоне спутника Akari диаметр астероида сначала оценивался равным 6,768±0,026 км или 7,75±0,56 км, позже — 6,498±0,033 км. Согласно тем же источникам альбедо оценивается как 0,2946±0,0477, 0,181±0,029 и 0,333±0,037.